# Rivière Leverrier
Pour les articles homonymes, voir Verrier.
La rivière Leverrier est un affluent de la rivière Noire Nord-Ouest (Lac Frontière) coulant dans la région administrative de Chaudière-Appalaches, au Sud du Québec, au Canada. Cette rivière traverse successivement les municipalités régionales de comté de :
- L’Islet : municipalité de Saint-Adalbert (canton de Leverrier) ;
- Montmagny : municipalité de Lac-Frontière.

La « rivière Leverrier » coule entièrement en zones forestières. Le cours de la « rivière Leverrier » comporte seulement 30 m de dénivellation.
À partir du Lac Leverrier, le cours supérieur de la rivière contourne par le Nord-Est une montagne située au Nord-Est du village de Sainte-Lucie-de-Beauregard ; cette montagne comporte six sommets dont l’altitude varie entre 463 m et 520 m dans Saint-Adalbert. Puis, la rivière s’oriente vers le Sud-Ouest et passe entre cette dernière montagne et la « Montagne à Roberge ».
La partie supérieure de la rivière est accessible via le « chemin du 6e rang Ouest » et la route 204 Ouest dans Saint-Adalbert. La partie inférieure est accessible via le chemin du 9e rang et la route 204.

## Géographie
La « rivière Leverrier » prend sa source à l’embouchure du lac Leverrier (altitude : 386 m), dans les Monts Notre-Dame, dans la municipalité de Saint-Adalbert. L’étendue du lac Leverrier varie significativement selon le niveau d’eau (tributaire des précipitations) et peut s’étendre entre 0,9 km jusqu’à 3,0 km. À niveau bas, ce plan d’eau forme deux lacs distancés de 0,7 km l’un de l’autre.
L’embouchure de la partie principale (à niveau bas) du lac Leverrier est situé à 4,3 km au Nord-Est du centre du village de Sainte-Lucie-de-Beauregard, à 3,9 km au Nord-Est de la limite de la MRC de Montmagny (municipalité régionale de comté) et à 4,5 km au Nord-Ouest de la frontière canado-américaine.
Le lac Leverrier draine une zone de marais qui constitue la continuité de la petite vallée du ruisseau Jean-Baptiste lequel coule dans le versant opposé, soit vers le Sud-Ouest, pour se déverser dans la rivière Noire Nord-Ouest (Lac Frontière).
À partir de sa source (limite de haut niveau du lac), la rivière Leverrier coule sur 10,7 km, selon les segments suivants :
- 2,1 km vers le Sud-Ouest, en descendant entre deux montagnes, jusqu'à la route 204 Ouest ;
- 5,3 km vers le Sud-Ouest, en serpentant jusqu'à la limite de la municipalité de Lac-Frontière ;
- 1,1 km vers le Sud-Est dans la municipalité de Lac-Frontière, en formant une courbe vers le Nord-Ouest qui passe sur la limite de Sainte-Lucie-de-Beauregard, jusqu'au Petit ruisseau Maringouin (venant du Sud-Est) ;
- 0,8 km vers le Sud-Est, jusqu'au pont de la route 204 ;
- 1,4 km vers le Sud-Ouest, jusqu'à la confluence de la rivière[1].

La rivière Leverrier se déverse sur la rive Nord-Est de la Rivière Noire Nord-Ouest (Lac Frontière) que le courant descend jusqu’à la rive Nord du Lac Frontière (Montmagny). Puis, le courant traverse le lac Frontière et suit la Rivière Saint-Jean Nord-Ouest qui coule jusqu'au fleuve Saint-Jean. Ce dernier coule vers l'Est et le Nord-Est en traversant le Maine, puis vers l'Est et le Sud-Est en traversant le Nouveau-Brunswick. Au terme de son cours, le fleuve Saint-Jean se déverse sur la rive Nord de la Baie de Fundy laquelle s’ouvre au Sud-Ouest à l’Océan Atlantique.

## Toponymie
Les termes Verrier et la variante "Le Verrier" constituent un patronyme de famille d'origine française. Ce patronyme tire son origine d'un artisan fabriquant le verre.
Le toponyme "rivière Leverrier" a été officialisé le 5 décembre 1968 à la Commission de toponymie du Québec.